# Bart vs. Itchy & Scratchy
Bart vs. Itchy & Scratchy (v anglickém originále Bart vs. Itchy & Scratchy) je 18. díl 30. řady (celkem 657.) amerického animovaného seriálu Simpsonovi. Scénář napsala Megan Amramová a díl režíroval Chris Clements. V USA měl premiéru dne 24. března 2019 na stanici Fox Broadcasting Company a v Česku byl poprvé vysílán 3. června 2019 na stanici Prima Cool.

## Děj
Na panelové diskusi Šáši Krustyho Krusty oznámí, že další řada seriálu Itchy a Scratchy bude předělána do dívčí verze. Bart se s přáteli po skončení panelové diskuse dohodnou, že první díl dívčí verze budou nenávistně nesledovat. Když k Bartovi spolužáci na nesledování Itchyho a Scratchyho přijdou, Bart vypne televizi v okamžiku, kdy pořad začne a všichni si nasadí pásky přes oči. Mezitím Líza v pokoji natáčí svou reakci na první díl dívčí verze pořadu. První díl se jmenuje Itchy a Scratchy ve vidlákově. Bart slyší, že se Líza pořad sleduje, a přijde jej sledovat za ní. Bart s Lízou sledují pořad, zatímco Bartovi spolužáci netuší, že Bart odešel. Bartovi se pořad líbí, ale nedává to Líze ani spolužákům najevo. Líza si Barta natočí, když se směje dívčí verzi pořadu, a nahraje video na internet, kde ho uvidí jeho spolužáci. Spolužáci Barta zaženou na dívčí toalety, kde potká šesťačky, které mají svou feministickou protestní organizaci Bossy Riot (BR) a bojují za práva žen a dělají žerty. Bart požádá šesťačky, aby se mohl přidat do organizace Bossy Riot, a ony ho přijmou. 
Kvůli BRK (Bratrstvu rázných kluků), které založil Milhouse, se Krusty rozhodne ukončit dívčí verzi Itchyho a Scratchyho. To se ale Bossy Riot nelíbí a rozhodnou se, že zničí všechny nahrávky všech dílů původní (chlapecké) verze Itchyho a Scratchyho. V tom jim ale Líza zabrání. Nakonec se sama Líza stane členkou Bossy Riot.

## Přijetí
Bart vs. Itchy & Scratchy dosáhl ratingu 0,8 s podílem 4 a sledovalo ho 1,99 milionu lidí.
Dennis Perkins z The A.V. Clubu udělil dílu známku B, když uvedl: „A jestliže je zde žertovná zločinecká akce Bossy Riot zobrazena jako polozformovaná erupce velmi reálné zášti, kterou vyvolalo kulturní probuzení dívek, Bart vs. Itchy & Scratchy ji v klidném a strhujícím finále definitivně schvaluje. Líza se navzdory odmítnutí zbrklého plánu Bossy Riot na zničení (nezálohovaných) mistrovských kazet Itchyho a Scratchyho rozhodne nasadit si Bartovu pletenou čepici a vyrazit s velkými děvčaty na jejich vlastní kolísavou, ale spravedlivou křížovou výpravu. A Bart, odstavený od svého nově nalezeného kamarádství odhalením, že ‚ho tu nechali jen kvůli otiskům prstů a DNA‘, přesto vytáhne růžový sprej a na nedalekou zeď načmárá ‚Patriarchát je pindík‘. Jak správně usoudila Líza, Bart se choval pouze jako ‚žoldák v cizí válce‘, ale epizoda našla krásný, nadějný a roztomile podvratný způsob, jak ukázat, že Bart i Líza se i při drobném popkulturním kousku naučili něco důležitého.“.
Tony Sokol z Den of Geek udělil epizodě 4 body z 5 a uvedl: „Bart vs. Itchy & Scratchy je impozantní a pokrokový příspěvek do řady. Tato série důsledně odměňuje to, co by mohlo být všeobecně uznávaným špatným chováním. Dnešní hlavní činností je vandalismus. Bart se své sestře nepřizná, že je v Bossy Riot, protože by z toho měla jakoukoli radost nebo ho za to obdivovala. Udělá to proto, že ona říká, že vědomí, že její bratr dělá něco, co ona respektuje, by zničilo celou její představu o vesmíru. Epizoda převrací očekávání. Každý zvrat se odehraje kvůli něčemu, co je nějakým způsobem tabu, jako je nevhodný smích nebo přiznání chlapeckého klubu, že jim holky nezávidí.“.